# Malapatan
Malapatan is een gemeente in de Filipijnse provincie Sarangani op het eiland Mindanao. Bij de laatste census in 2007 had de gemeente bijna 66 duizend inwoners.

## Geografie

### Ligging en oppervlakte
Malapatan grenst in het westen aan de Baai van Sarangani, in het noorden en zuiden aan de gemeentes Alabel en Glan en in het oosten wordt Malapatan begrensd door de provincie Davao del Sur.
Malapatan heeft een oppervlakte van 624,56 km².

### Bestuurlijke indeling
Malapatan is onderverdeeld in de volgende 12 barangays:
| - Daan Suyan - Kihan - Kinam - Libi - Lun Masla - Lun Padidu | - Patag - Poblacion - Sapu Masla - Sapu Padidu - Tuyan - Upper Suyan |

## Demografie
Malapatan had bij de census van 2007 een inwoneraantal van 65.605 mensen. Dit zijn 11.729 mensen (21,8%) meer dan bij de vorige census van 2000. De gemiddelde jaarlijkse groei komt daarmee uit op 2,75%, hetgeen hoger is dan het landelijk jaarlijks gemiddelde over deze periode (2,04%). Vergeleken met de census van 1995 is het aantal mensen met 17.694 (36,9%) toegenomen.

De bevolkingsdichtheid van Malapatan was ten tijde van de laatste census, met 65.605 inwoners op 624,56 km², 76,7 mensen per km².

## Economie

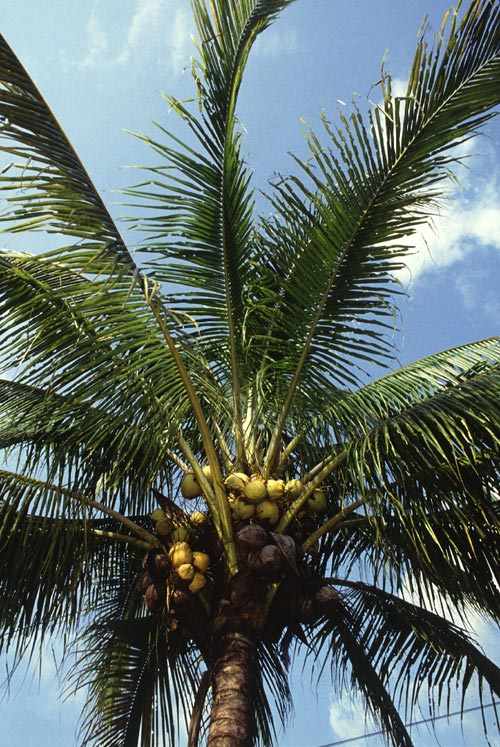
Kokosnootpalm voor de kopraproductie

De economie van Malapatan is voornamelijk op de landbouw gebaseerd. Er is een grote kopra productie. Kopra is het gedroogde vruchtvlees van de kokosnoot. De veeteelt, met name rundvee, is in grootte de tweede bron van inkomsten.
Andere agrarische producten zijn kokosnoot, maïs, suikerriet, bananen, ananas, mango's, varkensvlees, eieren, rundvlees, vis.
Begin 21e eeuw is de economie sterk gegroeid ten gevolge van de ontwikkelingen in de telecommunicatietechniek en de voltooiing van een moderne snelweg die de handel en export sterk hebben bevorderd.